# Juan Pinto Durán
Juan Luis Pinto Durán (La Serena, 10 de marzo de 1913-Santiago,3 de noviembre de 1957) fue un abogado chileno. Se desempeñó como ejecutivo del Banco del Estado, pero es más conocido por su rol como dirigente deportivo de la Universidad de Chile.

## Biografía
Nació en La Serena el 13 de enero de 1913; hijo del comerciante Inocencio Pinto Toro y de Delfina Durán Alba. Por línea paterna provenía de una influyente familia de intelectuales, políticos, sacerdotes, industriales y terratenientes de la región de Coquimbo. Fue medio hermano de Antonio Pinto Durán (su padre se casó en segundas nupcias con Delfina, hermana de su madre).
Se casó con María Lavín con quien tuvo tres hijos: Luz María Pinto Lavín, Juan Alberto Pinto Lavín y Pedro Lucio Pinto Lavín.
Junto con Carlos Dittborn Pinto, Ernesto Alvear Retamal y Juan Goñi, formó una comitiva promotora de la candidatura chilena para la Copa Mundial de Fútbol de 1962 durante en el congreso de la FIFA realizado en Lisboa en 1956.
Murió en un accidente automovilístico en la Carretera Panamericana el 2 de noviembre de 1957. Su tumba se encuentra en el Cementerio General de Santiago.

## Homenajes

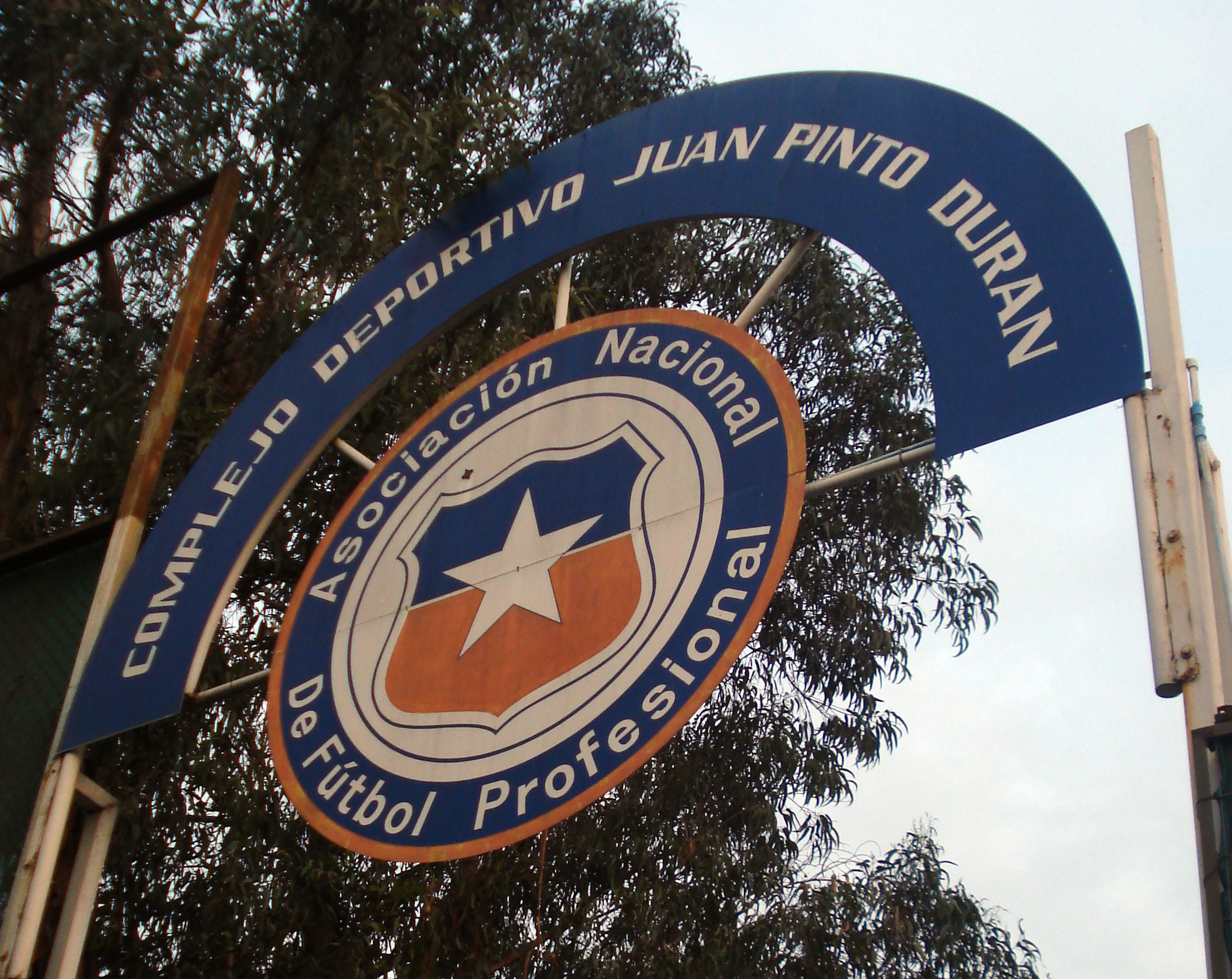
Entrada del Complejo Deportivo Juan Pinto Durán.

El centro de entrenamiento y concentración de la selección de fútbol de Chile lleva desde 1997, el nombre de Complejo Deportivo Juan Pinto Durán.
Entre 1963 y 1988, se realizó una copa amistosa —con un total de ocho ediciones— que enfrentó a las selecciones de fútbol de Chile y de Uruguay llamada «Copa Juan Pinto Durán».
En la serie de televisión chilena 62: Historia de un mundial, Juan Pinto es interpretado por Néstor Cantillana.